# Stefano Mottola
| 8214 Mirellalilli   | 29 marzo 1995    |
| 27865 Ludgerfroebel | 30 marzo 1995    |
| 96257 Roberto       | 3 maggio 1995    |
| 202907 Meisenheimer | 4 settembre 1996 |

Stefano Mottola (...) è un astronomo italiano.
È stato responsabile della camera ROLIS del lander Philae nel corso della missione della sonda Rosetta.
Il Minor Planet Center gli accredita le scoperte di ventidue asteroidi, effettuate tra il 1995 e il 2018, in parte in collaborazione con Uri Carsenty, Stephan Hellmich, Eberhard Koldewey e Gerrit Proffe.
Gli è stato dedicato l'asteroide 5388 Mottola.